# 経が島
経が島（きょうがしま）は、日宋貿易の拠点である大輪田泊（摂津国）に交易の拡大と風雨による波浪を避ける目的で築造された人工島。承安3年（1173年）に竣工する。その広さは『平家物語』に「一里三十六町」とあることから、37ヘクタールと推定されている。経ヶ島・経の島とも書く。後世、兵庫津にちなんで兵庫島とも称された。
塩槌山を切り崩した土で海を埋め立てた。工事の際、それが難航したために迷信を信じる貴族たちが海神の怒りを鎮めるために人身御供をすることになる。一説には、平清盛は何とか人柱を捧げずに埋め立てようと考えて、石の一つ一つに一切経を書いて埋め立てに使う（経石）。その後、事故などもなく無事に工事が終わったためにお経を広げたような扇の形をしたこの島を「経が島」と呼ぶようになったとされる。
ただし、実際の工事は清盛生存中には完成せず、清盛晩年の治承4年（1180年）は近隣諸国や山陽道・南海道に対して人夫を徴用する太政官符が出され、最終的な完成は平家政権滅亡後に工事の再開を許された東大寺の重源によって建久7年（1196年）になされたとされている。
『平家物語』では清盛自身、死後に円實という僧によって経が島に埋葬されたと記述されている。
現在では、度重なる地形変化等により場所が特定できずにいるが、おおよそ神戸市兵庫区の阪神高速3号神戸線以南・JR西日本和田岬線以東の地であるとみられており、松王丸の石塔が伝えられている兵庫区島上町の来迎寺（築島寺）周辺とする説もある。